# Partido Social Democrata (Portugal)
Partido Social Democrata, PSD, (svenska: Socialdemokraterna) är ett kristdemokratiskt och liberalkonservativt center-högerparti i Portugal, grundat 1974. Partiet är medlem i Europeiska folkpartiet (EPP) och dess Europaparlamentariker sitter i Europeiska folkpartiets grupp (kristdemokrater) (EPP). Partiet har sedan 1970-talet varit ett av Portugals två dominerande partier. Det andra partiet är Socialistpartiet (PS).

## Partimedlemmar med betydande befattningar

### Partiledare
- Francisco Sá Carneiro (1974–1978)
- Emídio Guerreiro (1975)
- António Sousa Franco (1978)
- José Menéres Pimentel (1978–1979)
- Francisco Sá Carneiro (1979–1980)
- Francisco Pinto Balsemão (1981–1983)
- Nuno Rodrigues dos Santos (1983–1984)
- Carlos Mota Pinto (1984–1985)
- Rui Machete (1985)
- Aníbal Cavaco Silva (1985–1995)
- Fernando Nogueira (1995–1996)
- Marcelo Rebelo de Sousa (1996–1999)
- José Manuel Durão Barroso (1999–2004)
- Pedro Santana Lopes (2004–2005)
- Luís Marques Mendes (2005–2007)
- Luís Filipe Menezes (2007–2008)
- Manuela Ferreira Leite (2008–2010)
- Pedro Passos Coelho (2010–2018)
- Rui Rio (2018–2022)
- Luís Montenegro (2022–)

### Portugals premiärminister
- Francisco Sá Carneiro (1979–1980)
- Francisco Pinto Balsemão (1981–1983)
- Aníbal Cavaco Silva (1985–1995)
- José Manuel Durão Barroso (2002–2004)
- Pedro Santana Lopes (2004–2005)
- Pedro Passos Coelho (2011–2015)

### Portugals president
- Marcelo Rebelo de Sousa (2016–sittande)